# Jennifer Vyvyan
Jennifer Vyvyan (Broadstairs, 13 marzo 1925 – Londra, 5 aprile 1974) è stata un soprano inglese.

## Biografia
Nel 1941 entra al Royal Academy of Music di Londra come studente di pianoforte.
Dopo aver studiato canto al Conservatorio nel 1947 si reca a Milano e poi nel 1950 a Genova studiando con Fernando Carpi.
Nel 1952 canta al Sadler's Wells Opera di Londra debuttando come Konstanze in Die Entführung aus dem Serail.

## CD parziale
- Britten, Giro di vite - Britten/Pears/Hemmings/Vyvyan, 1954 London
- Britten: Spring Symphony, Op. 44 - Jennifer Vyvyan/Norma Procter/Sir Peter Pears/Orchestra & Choir of the Royal Opera House, Covent Garden/Benjamin Britten, Past
- Britten: Cantata Academica - Jennifer Vyvyan/Helen Watts/Sir Peter Pears/London Symphony Orchestra & Chorus/George Malcom, Past
- Händel: Messiah, Oratorio, HWV 56 - Jennifer Vyvyan/Sir Thomas Beecham/Monica Sinclair/Royal Philharmonic Orchestra/Jon Vickers/Giorgio Tozzi, Classical Moments
- Purcell, Fairy Queen - Britten/ECO/Bowman/Aldeburgh, Decca
- Vyvyan: Mozart and Haydn Recital - Jennifer Vyvyan/Haydn Orchestra/Harry Newstone, Decca